# بوستان جوانمردان ایران

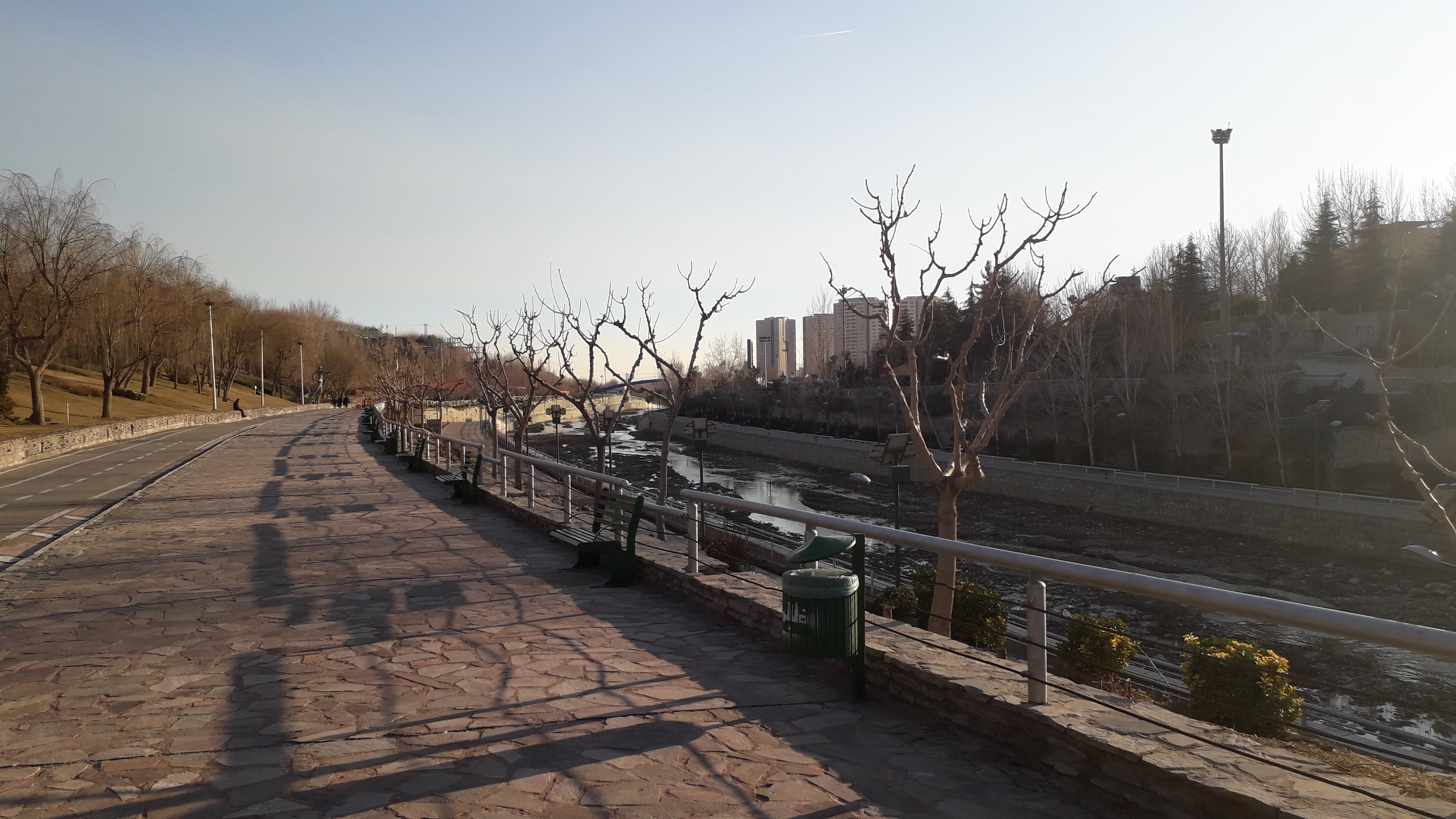
بوستان جوانمردان

بوستان جوانمردان ایران (رود دره کن) یکی از مکان‌های تفریحی شهر تهران است که در مرز میان منطقه ۵ و منطقه ۲۲ شهرداری تهران است. این بوستان حد فاصل بزرگراه شهید همت و شهید حکیم قرار دارد و از شمال به بزرگراه همت و از جنوب به بزرگراه حکیم منتهی می‌شود.

## فضای سبز
در کل مجموعه مساحتی بالغ بر ۰ ۲ هکتار به فضای سبز اختصاص داده شده‌است.

## فضای ورزش
در این پارک پیست دوچرخه سواری و کانکس‌های اجاره دوچرخه برای مراجعان ایجاد شده‌است. در کل چهار کانکس اجاره دوچرخه در این پارک موجود است. دو کانکس مربوط به شهرداریست که در این کانکسها دوچرخه رایگان با به امانت گذاشتن کارت شناسایی به مراجعان تحویل داده می‌شود. دو کانکس دیگر حالت خصوصی دارند و با پرداخت مبلغ اندکی دوچرخه در اختیار مراجعان قرار می‌گیرد. کانکس‌های دوچرخه شهرداری در سمت شرقی پارک (در شمال و جنوب) و کانکس‌های دوچرخه خصوصی در سمت غربی پارک (جنوب و مرکز) واقع شده‌اند.

## استفاده از انرژی تجدید پذیر
در این بوستان به جهت تأمین روشنایی از انرژی تجدید پذیر خورشیدی استفاده شده‌است.